# 川主乡 (大竹县)
川主乡，是中华人民共和国四川省达州市大竹县下辖的一个乡镇级行政单位。2019年12月，撤销黄滩乡，将其所属行政区域划归川主乡管辖。

## 行政区划
川主乡下辖以下地区：
街道社区、川主村、普乐村、农家村、宝堂村、白牛村、三星庙村和铁佛村。